# 錫烏線

錫烏線（せきうせん、中文表記: 锡乌铁路）は中華人民共和国内モンゴル自治区にある、西はシリンゴル盟シリンホト市を起点とし、東はヒンガン盟ウランホト市を終点とする全長651キロメートル（通霍線・白阿線との共用区間含む）の鉄道である。 所有者は内モンゴル錫烏鉄道有限公司。

## 路線
勝利炭田、ホーリンゴル炭田、白音華炭田を横断し、錫二線、錫桑線、巴珠線、赤大白線、巴新線、通霍線と接続し、道路網の機動性と柔軟性を高めている。
途中駅として、白音華南駅、烏拉図嘎駅、阿拉担駅、毛瑞霍駅、宝日温都爾駅がある。
鉄道等級：国鉄1級。 単線（複線用地確保）。 最小曲線半径：一般1200m、一部区間800m、勾配：6‰。発着線の有効長：1050m。東風4D型機関車。牽引質量：5000トン。半自動閉塞。

## 歴史
2008年、中華人民共和国鉄道部は 「新シリンホト・ウランホト間鉄道予備設計批覆」を以て建設を承認した。
そのうち、シリンホト北駅・芒罕屯駅間については内モンゴル錫烏鉄道有限責任公司が運営することとなり、建設資金は内モンゴル集通鉄道有限責任公司・中国電力投資集団モンゴル東エネルギー有限責任公司・シリンゴル盟興富投資有限責任公司・大唐国際発電が、それぞれ40：20：20：10：10の比率で出資した。それ以外の区間については、瀋陽鉄路局が運営する。2011年、環境の影響を受け工事が中断したが、2012年8月に工事を再開した。
2015年7月1日、錫烏線は開通した。